# Larbi Zekkal
Larbi Zekkal (19 de maio de 1934 – 17 de setembro de 2010) foi um actor e comediante argelino.

## Vida pessoal
Larbi Zekkal nasceu a 19 de maio de 1934 em Argel, Argélia; originário da pequena kabylie (povo de Tidjet, Ith yaala). 
Morreu a 17 de setembro de 2010 em Argel, Argélia, aos 76 anos de idade, como consequência de uma queda mortal do balcão do seu domicílio, e foi enterrado no cemitério Sidi M'hamed.

## Carreira
Zekkal começou a sua carreira como actor na década de 1950 e interpretou papéis em muitos filmes diferentes, sendo o seu mais notável papel no filme A Batalha de Argel. Também obteve um papel no filme francês Bâton Rouge, que foi dirigido por Rachid Bouchareb e participou no filme Si Mohand Ou Mhand, l'insoumis. A sua última interpretação foi no drama francês Fora da Lei (Hors-La-Loi), que foi lançado em 2010.

## Filmografia

### Cinema
| Ano  | filme                                                       | director                        |
| ---- | ----------------------------------------------------------- | ------------------------------- |
| 1966 | A Batalha de Argel (A Battaglia dei Algeri)                 | Gillo Pontecorvo                |
| 1967 | Hassan Terro                                                | Mohammed Lakhdar-Hamina         |
| 1971 | O Ópio e o bastão (L'Opium et lhe bâton)                    | Ahmed Rachedi                   |
| 1972 | El Ghoula                                                   | Mustafa Kateb                   |
| 1975 | Crónica dos anos de braise (Chronique dês années de braise) | Mohammed Lakhdar-Hamina         |
| 1985 | Bengala Vermelha (Bâton Rouge)                              | Rachid Bouchareb                |
| 1991 | De Hollywood a Tamanrasset                                  | Mahmoud Zemmouri                |
| 1993 | A Honra da tribo (L'Honneur da tribo)                       | Mahmoud Zemmouri                |
| 1993 | Outono... Outubro em Argel (Automne... Octobre à Alge)      | Mohammed Lakhdar-Hamina         |
| 2004 | Os Suspeitos (Lhes Suspects)                                | Kamal Dehane                    |
| 2004 | Fatima, o Argelina de Dakar (Fatima, l'Algérienne de Dakar) | Med Hondo                       |
| 2006 | (Beur blanc rouge)                                          | Mahmoud Zemmouri                |
| 2008 | Si Mohand u Me Hand, el insoumis                            | Rachid Benallal e Liazid Khodja |
| 2010 | Fora da lei (Hors-la-loi)                                   | Rachid Bouchareb                |

### Televisão
| Ano  | série                                     | director       |
| ---- | ----------------------------------------- | -------------- |
| 1981 | Le bourreau pleure                        | Abder Isker    |
| 2002 | Chafika Baàd Elliqa (Chafika Baàd Elliqa) | Amar Tribeche  |
| 2002 | As Ruas de Argel (Les Rues d'Alger)       | Amina Kais     |
| 2007 | Maouïd maà El Kader (Maouïd maà El Kader) | Djaàfer Gassem |